# Калитеевский, Николай Иванович
Николай Иванович Калитеевский (1916—1999) — российский физик.
По окончании Ленинградского университета (ЛГУ) был мобилизован в РККА и участвовал в советско-финской войне, командир взвода разведки артдивизиона. С конца 1940 г. — в ЛГУ. С июня 1941 и до ноября 1945 г. — воевал в 272-й стрелковой дивизии. Войну закончил в звании майора, последняя должность — помощник начальника оперативного отдела корпуса. Затем вновь в ЛГУ (с 1960 г. — профессор).
Основатель и заведующий 1-й кафедрой общей физики (1960—1992 гг.). Специалист по спектральному анализу тяжёлых элементов, оптике, спектроскопии и физике лазеров.
Первые труды по анализу атомных материалов на примеси. Был разработан метод, превосходящий по чувствительности на несколько порядков другие методы, существовавшие в те годы. Результаты исследований, после снятия с них грифа секретности, отражены в монографии «Спектральный анализ атомных материалов» (1961 г., с сотрудниками). За эту работу в 1951 г. награждён орденом «Знак Почета». В 1948 г. защитил кандидатскую, в 1956 г. — докторскую диссертацию.
Выполнил (с сотрудниками) пионерские исследования в области спектроскопии высокого разрешения, физики лазеров и интерференции атомных состояний (Гос. премия СССР). Создал современный курс физической оптики, отличающийся большим подбором лекционных демонстраций, учебное пособие для университетов «Волновая оптика».

## Адреса в Санкт-Петербурге
- Сестрорецкая ул., д. 1[2].